# Reino de Sajonia
El Reino de Sajonia (en alemán: Königreich Sachsen), que existió entre 1806 y 1918, fue un miembro independiente de la Confederación del Rin, la Confederación Germánica, la Confederación Alemana del Norte y, por último, uno de los 25 estados del Imperio alemán. Tenía una superficie de 14 993 km² y su población era de 2 556 244 habitantes en 1871 y de 4 202 216 en 1900. Su capital era Dresde, llamada la «Florencia del Elba» (546 800 habitantes en 1910, 515 000 en 1905).
Su forma de gobierno era la monarquía constitucional hereditaria, con dos cámaras que se reunían cada dos años. La segunda cámara contaba con 82 diputados. El reino de Sajonia tenía cuatro portavoces en el Consejo Federal. Su Constitución databa del 4 de septiembre de 1831, modificada posteriormente el 20 de abril de 1892. El Reino de Sajonia se adhirió a la Confederación Alemana del Norte el 21 de octubre de 1866 y formó parte del Imperio alemán. Desaparecería como Estado en 1918 a consecuencia del Tratado de Versalles, cuando su territorio pasó a formar parte de la República de Weimar.

## Historia

### Era Napoleónica

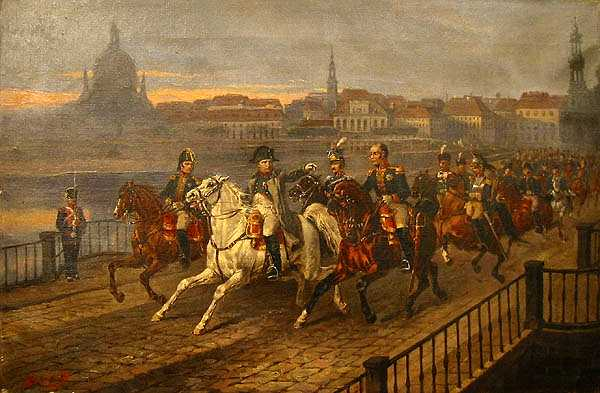
En el periodo previo a la batalla de Leipzig, Napoleón Bonaparte cruzó el Elba en la batalla de Dresde en agosto de 1813

Antes de 1806 Sajonia era parte del Sacro Imperio Romano Germánico, una entidad milenaria compuesta por diversos estados y dominios nobiliarios (ducados, principados episcopales, margraviatos, etc.). Los dirigentes de Sajonia habían llevado el título de elector por varios siglos. Tras la derrota del emperador Francisco II por Napoleón en la batalla de Austerlitz (diciembre de 1805), Napoleón creó la Confederación del Rin el 6 de agosto de 1806, que puso fin al Sacro Imperio Romano Germánico. El electorado se convirtió en reino independiente con el respaldo de Francia, entonces la potencia dominante en la Europa Central. El último elector de Sajonia fue el rey Federico Augusto I.
Federico Augusto I se vio forzado por Prusia a participar en la Cuarta Coalición y, derrotado en la batalla de Jena (14 de octubre de 1806), decidió hacer la paz con Francia por su cuenta. Napoleón le otorgó además el título de duque de Varsovia (su abuelo Augusto había sido rey de Polonia) y Federico Augusto se convirtió en su fiel aliado. Las tropas de ambos Estados participaron en las principales batallas y se encontraban al lado de Napoleón —prácticamente el único Estado alemán en su bando— cuando fue derrotado en la batalla de Leipzig (16 al 19 de octubre de 1813). 
Los aliados consideraron que Federico Augusto I había perdido su trono, por lo que pusieron el reino bajo ocupación y administración rusas. Probablemente esto era más debido al deseo prusiano de anexionarse Sajonia que a cualquier posible crimen cometido por Federico Augusto I, y el sino de Sajonia fue uno de los puntos principales del Congreso de Viena. Al final perdió el 40 % de sus territorios (incluyendo el históricamente significativo Wittenberg, cuna de la Reforma protestante), que fueron anexionados por Prusia; pero Federico Augusto I recuperó el trono y su reino, que todavía incluía las ciudades principales de Dresde y Leipzig. El reino se adhirió a la Confederación Germánica, organización que reemplazó al Sacro Imperio y a la Confederación del Rin. 

### Del Congreso de Viena al Vormärz (1815 a 1847)

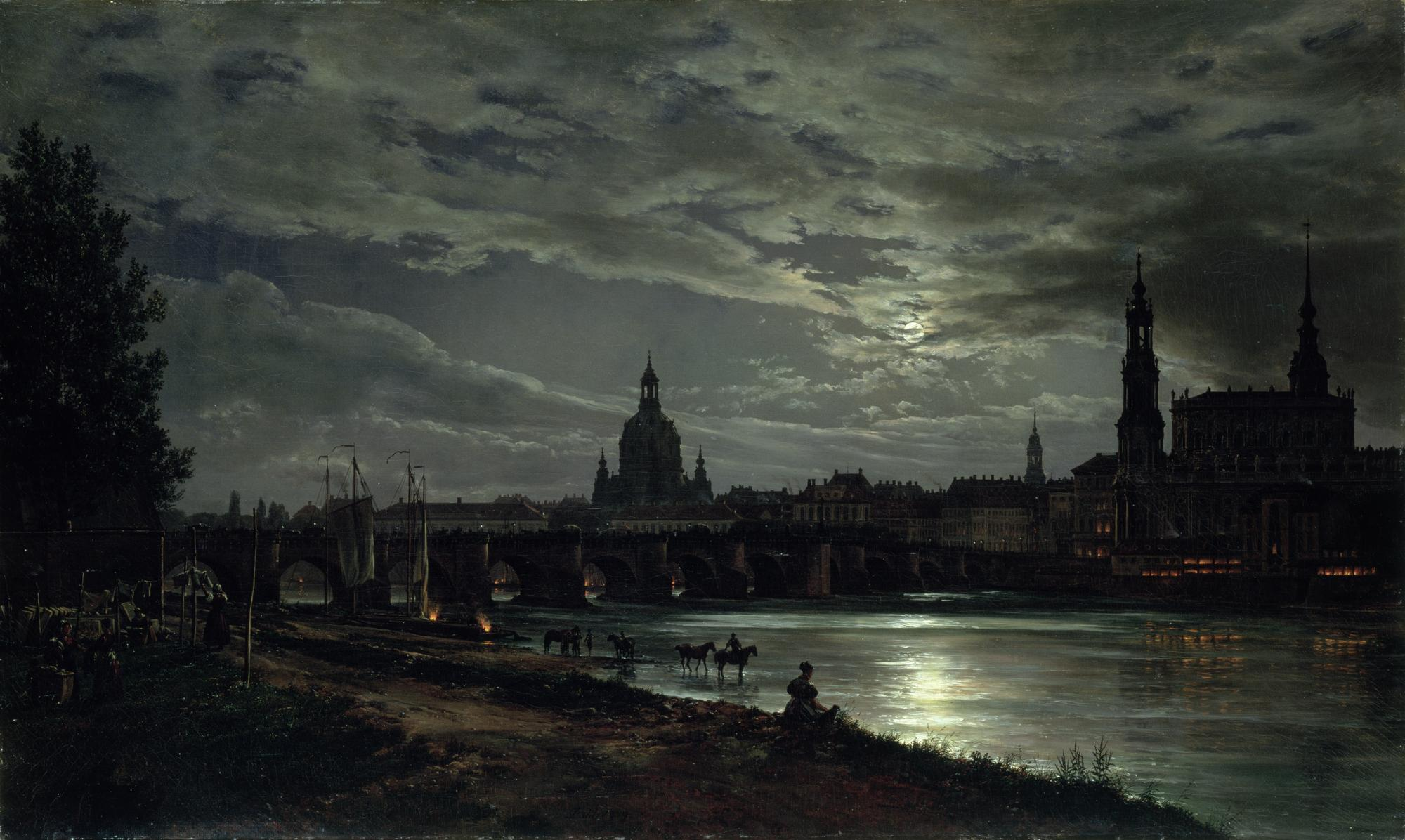
Vista de Dresde a la luz de la luna. Pintura de Johan Christian Dahl,1839.

Después de la Paz de Viena siguió un período de restauración política en Sajonia. Tras el fallecimiento del rey Federico Augusto I en 1827, su hermano Antonio, de 71 años, le sucedió en el trono. El ministro del gabinete, Detlev von Einsiedel, intentó evitar cualquier reforma. Las élites burguesas, sin embargo, presionaron por su participación en el poder político. La Revolución de julio de 1830 en Francia también causó disturbios y revueltas en Alemania, que tomó cursos dispares en los diferentes estados como resultado de peculiaridades locales.
En Sajonia el levantamiento fue derrotado militarmente en 1831, aunque el Gobierno realizó concesiones políticas. Las reformas fueron moderadas; la más importante fue la adopción de la primera Constitución en septiembre de 1831. El Reino de Sajonia se convirtió así en una monarquía constitucional que garantizaba las libertades civiles y se estableció un parlamento electo bicameral. La Cámara Alta y su composición era una copia de la antigua Dieta, mientras que la Cámara Baja fue elegida con una base un poco más amplia.
El rey Antonio murió en 1836 y fue sucedido por su sobrino Federico Augusto.

### La Revolución de 1848-49

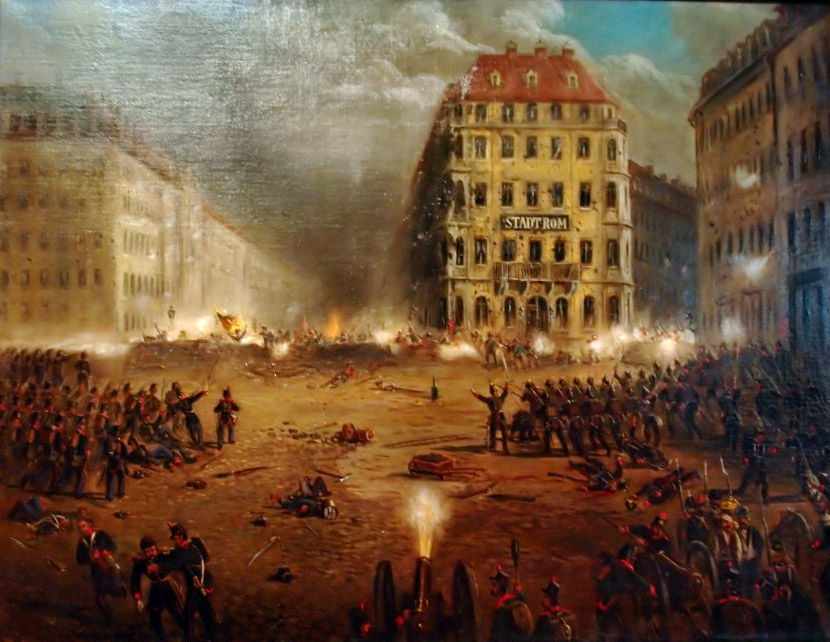
Ataque a las barricadas de Neumarkt en Dresde. Pintura anónima, 1848

En la primavera de 1848, Leipzig fue uno de los centros de la revolución en los estados alemanes. El 13 de marzo el rey tuvo que aceptar un Gobierno burgués. Durante la Revolución de Marzo, Federico Augusto II nombró ministros liberales, levantó la censura y emitió una ley electoral liberal.
Pero su actitud cambió y, al final de abril de 1849, disolvió el Parlamento, lo que llevó al levantamiento en Dresde. El 3 de mayo una manifestación fue prohibida por los vigilantes y amenazada oficialmente con la entrada del ejército prusiano, lo que brindó la última chispa para la resistencia armada. Como resultado, hubo peleas en Dresde y el rey huyó a la fortaleza Königstein. Sin embargo, el 6 de mayo, como amenaza, llegaron las tropas prusianas. El resultado después de cuatro días de combate fueron 30 soldados caídos y unos 200 combatientes de barricadas muertos, así como numerosos presos políticos. La revolución fue aplastada sin grandes concesiones políticas.

### De la guerra austro-prusiana al acercamiento a Prusia

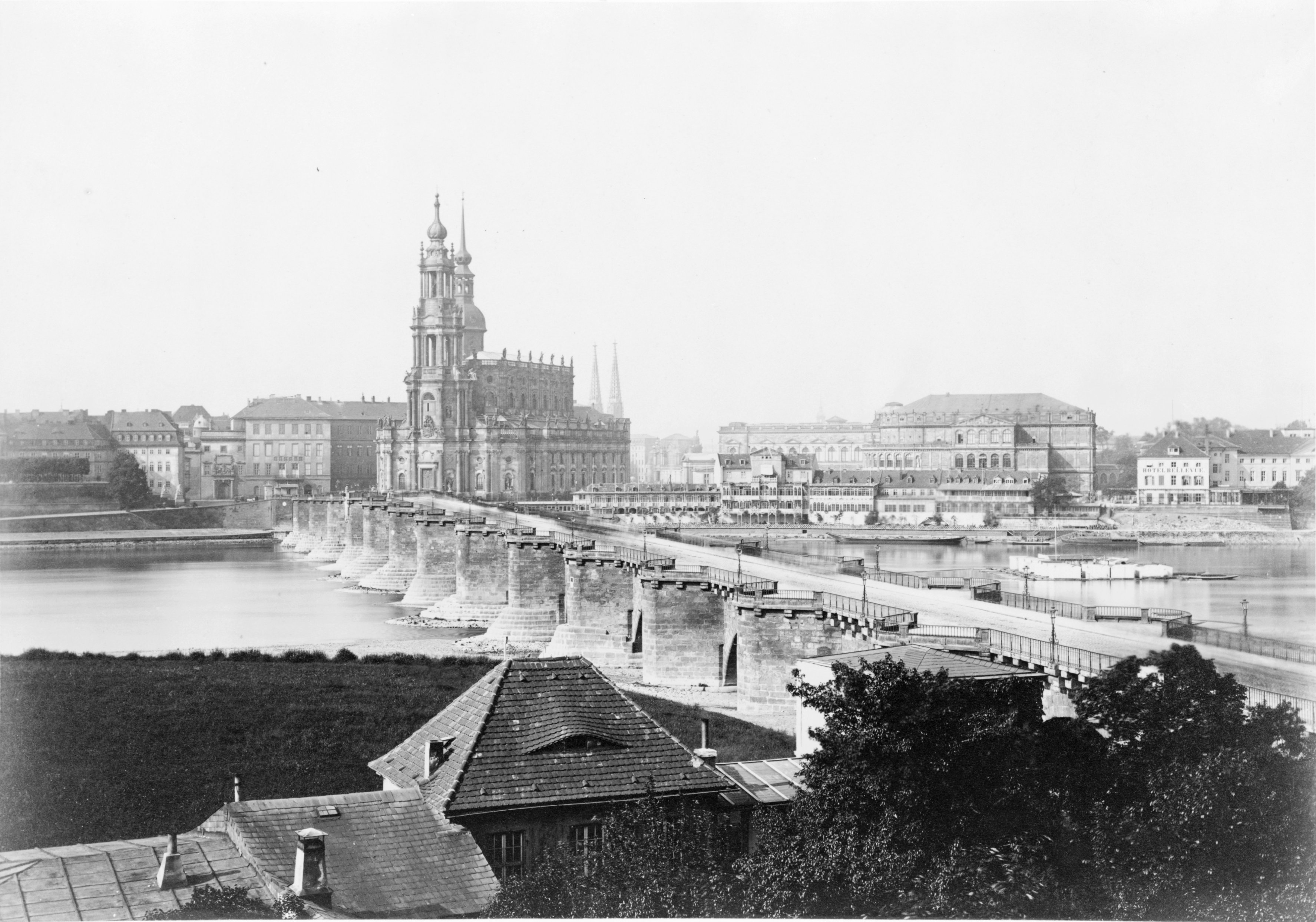
Puente de Augusto, en Dresde, 1865

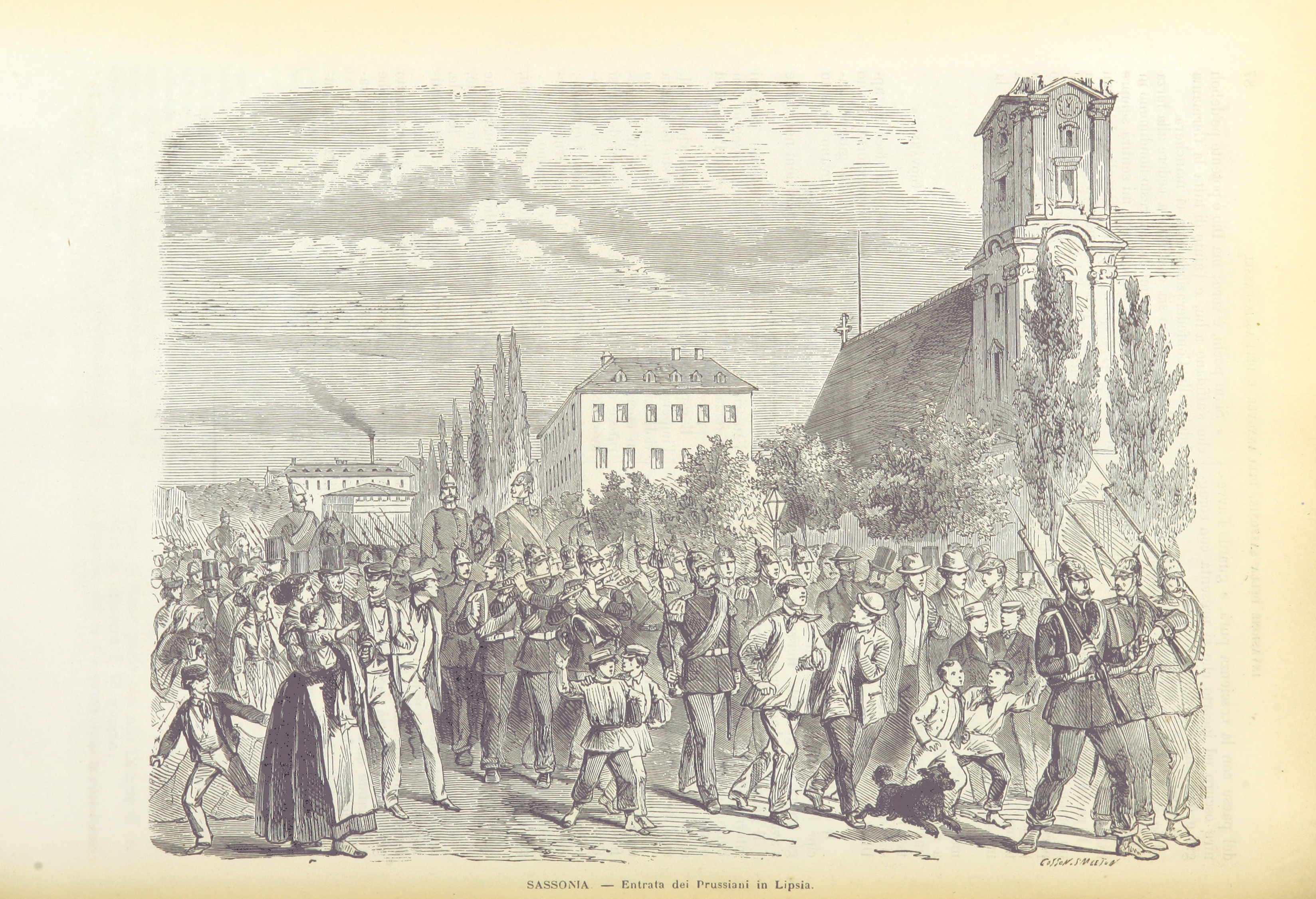
Ocupación de Leipzig por el ejército prusiano durante la guerra de 1866

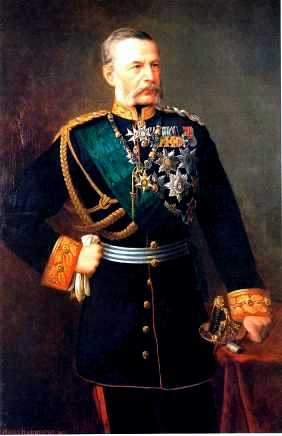
Alfred von Fabrice, general sajón que negoció la paz en la guerra de 1866 y posteriormente el acercamiento a Prusia

Durante la guerra austro-prusiana de 1866, Sajonia se alió con Austria y el ejército sajón fue generalmente el único aliado en prestar ayuda sustancial a su causa (junto a Hannover), abandonando incluso la defensa de la propia Sajonia para unirse a las fuerzas austriacas en Bohemia. Sajonia fue rápidamente ocupada por las tropas prusianas y su ejército compartió la derrota de los austriacos en Königgrätz (3 de julio de 1866).
En el tratado de paz de Berlín, el Gobierno sajón tuvo que reconocer los cambios políticos y el país se convirtió en miembro de la Confederación Alemana del Norte, bajo el liderazgo prusiano. En origen, Prusia quería incorporar por completo el Reino de Sajonia, como ya había hecho con los ducados de Schleswig-Holstein, el landgraviato de Kurhessen, el ducado de Nassau y el Reino de Hannover. Por otro lado, el emperador Francisco José I se abstuvo expresamente, ya que consideraba la continuidad del estado sajón —como el aliado más fiel— una cuestión de honor, aunque sobre todo porque quería evitar el cerco prusiano de Bohemia. Bajo la mediación del conde Alfred von Fabrice —quien aseguró a Prusia una extensa cooperación militar—, así como la intercesión del entonces canciller federal y ministro presidente prusiano Otto von Bismarck, el rey Guillermo I finalmente renunció a la anexión de Sajonia.

Mapa de la Confederación Alemana del Norte

Como jefe del Estado Mayor sajón, Von Fabrice fue instrumental en la valentía estratégica de las tropas sajonas en Königgrätz. Esto fue reconocido por amigos y enemigos, incluso por Prusia. Las negociaciones de paz se centraron en los aspectos militares y la integración del Ejército sajón. El general Von Fabrice fue capaz de construir más confianza mediante la celebración de un convenio militar con Prusia en la forma del cuerpo del Ejército sajón, que se mantuvo en la Confederación Alemana del Norte con su propia insignia, equipo y uniformes. Sin embargo, la soberanía estatal de Sajonia se vio severamente limitada desde entonces. En 1868 se aprobó una enmienda constitucional que otorgaba al Parlamento regional (Landtag) más derechos y ampliaba el derecho de voto para la Cámara Baja.
Con la victoria de Prusia sobre Francia en la guerra franco-prusiana de 1870-71, los miembros de la Confederación fueron organizados por Otto von Bismarck en el Segundo Reich, con Guillermo I como káiser. Juan I de Sajonia, como rey titular, se vio subordinado y debía lealtad al emperador, aunque él, como los otros príncipes alemanes, conservó las prerrogativas de un soberano, incluyendo la capacidad de establecer relaciones diplomáticas con otros Estados. En aquel momento Sajonia era, de todos los estados alemanes, el de mayor renta per cápita y desarrollo industrial.

### Dentro del Imperio alemán
Sajonia se benefició después de 1871, particularmente desde la recuperación general en Alemania. Fue el estado alemán con la densidad industrial más alta y el ingreso nacional más alto (per cápita). También hubo un aumento de la modernización en la administración, mientras que el sistema político se mantuvo al revés. El sufragio restringido aseguraba el poder para una pequeña minoría de las clases propietarias; se ampliaría con la nueva ley electoral de 1896, que introdujo, empero, el sufragio de tres clases. Asimismo, en el último tercio del siglo xix, Sajonia fue un centro del movimiento obrero alemán bajo el liderazgo de August Bebel y Wilhelm Liebknecht.

### El fin del reino

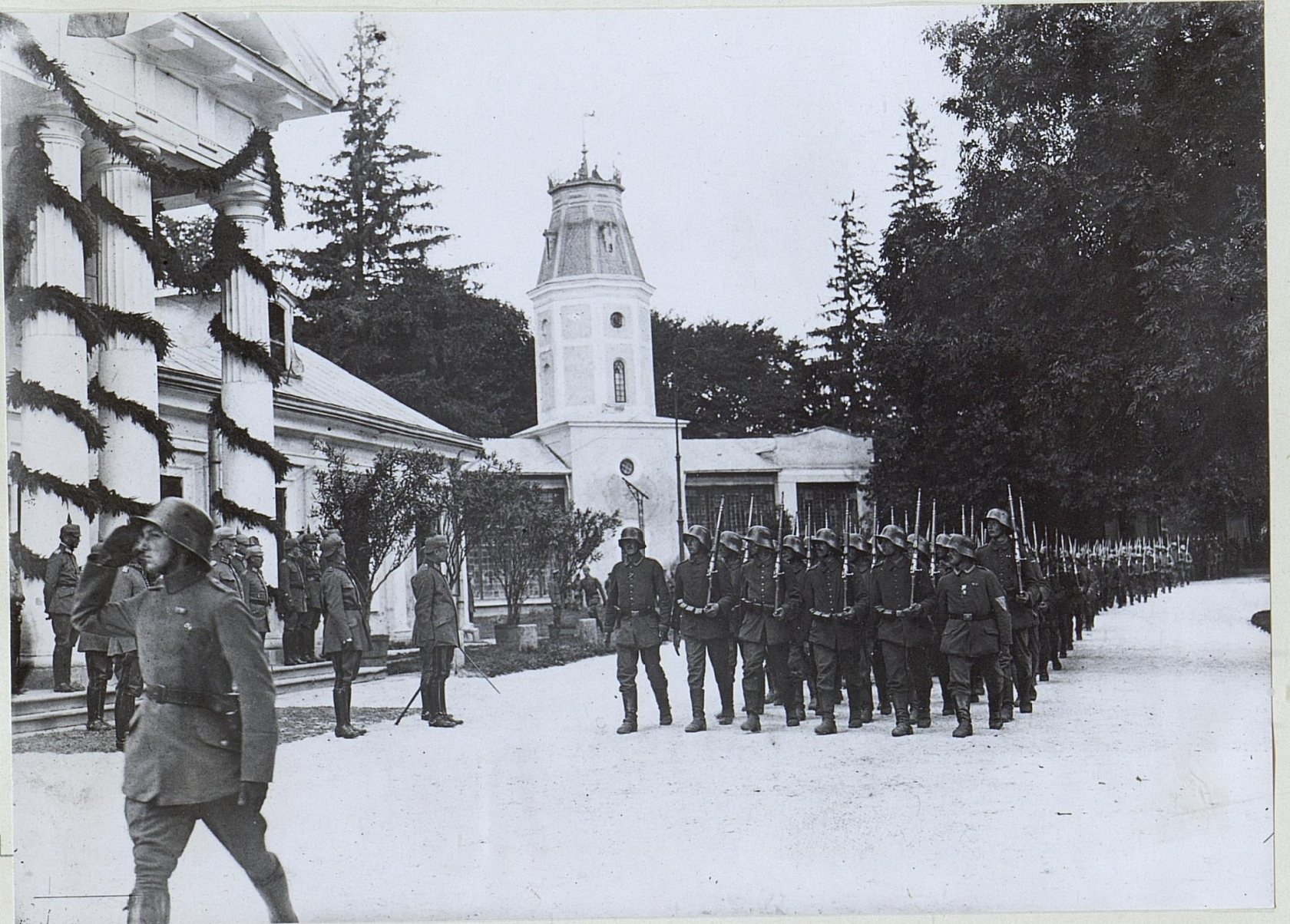
El rey Federico Augusto III pasa revista a las tropas en Joróstkiv, el 6 de septiembre de 1917

El rey Federico Augusto III (que reinó entre 1904 y 1918) fue el último rey sajón y el último soberano de la Casa de Wettin en Sajonia. Federico Augusto era considerado como conservador y tímido.[cita requerida]
La ley electoral sajona fue reformada en 1909 bajo la cooperación del rey y logró una representación más amplia de la población. Por el contrario, su intento de reorganizar el sistema escolar fracasó en 1912.
Al inicio de la Primera Guerra Mundial, el 2 de agosto de 1914, el rey llamó a sus «hijos y hermanos» a las armas. El Ejército sajón luchó como parte del Ejército Imperial Alemán. A principios de 1918 las señales de la fatiga durante la guerra crecían, no solo entre la gente. El monarca también tenía considerables dudas sobre la continuación de la guerra, pero no estaba preparado para participar en la mediación de una paz inmediata. Ante la Revolución de 1918, el rey Federico Augusto III de Sajonia abdicó y el Reino de Sajonia se convirtió en el Estado Libre de Sajonia dentro de la recién formada República de Weimar. 

## Gobierno
La Constitución de 1831 de Sajonia estableció el estado como una monarquía parlamentaria (art. 3):

Die Regierungsform ist monarchisch, und es besteht dabei eine landständische Verfassung.
La forma de gobierno es monárquica, y existe una Constitución estatal.

### Rey
El rey fue nombrado como «jefe soberano del Estado» (art. 4). Se le exigió que siguiera las disposiciones de la Constitución y no podía convertirse en gobernante de ningún otro estado (excepto por herencia de sangre) sin el consentimiento de la Dieta (arts. 5 y 138). La corona era hereditaria en la línea masculina de la familia real a través de la primogenitura agnática, aunque existían disposiciones que permitían heredar una línea femenina en ausencia de herederos varones calificados (arts. 6-7).
Todos los actos o decretos firmados o emitidos por el rey debían ser refrendados por al menos uno de sus ministros, que se responsabilizaba de ellos. Sin la contrafirma ministerial, ningún acto del rey debía considerarse válido (art. 43). Al rey se le dio el derecho de declarar inocente a cualquier acusado o, alternativamente, mitigar o suspender su castigo o perdonarlo (pero no aumentar las penas); tales decretos no requirieron la firma conjunta ministerial (art. 52). También se le dio el poder supremo sobre cuestiones religiosas en Sajonia (art. 57). Él nombraba al presidente de la Cámara Alta de la Dieta, junto con un representante de entre tres candidatos sugeridos por esa casa, y también designaba al presidente y al representante de la Cámara Baja.
Al rey se le dio el poder exclusivo de promulgar leyes y llevarlas a cabo, y solo con su consentimiento podría presentarse cualquier propuesta de ley en la Dieta (arts. 85 y 87).

### Monarcas de Sajonia
| Casa de Wettin (1806-1918) |  |                                  |                       |                         |                                                                                |
|                            |  | Federico Augusto I (1750-1827)   | 6 de agosto de 1806   | 5 de mayo de 1827       | Amalia de Zweibrücken-Birkenfeld (1752-1828) casados en 1769                   |
|                            |  | Antonio I (1755-1836)            | 5 de mayo de 1827     | 6 de junio de 1836      | María Teresa Josefa de Austria (1767-1827) casados en 1787                     |
|                            |  | Federico Augusto II (1797-1854)  | 6 de junio de 1836    | 9 de agosto de 1854     | María Ana de Baviera (1805-1877) casados en 1833                               |
|                            |  | Juan I (1801-1873)               | 9 de agosto de 1854   | 29 de octubre de 1873   | Amalia de Baviera (1801-1877) casados en 1822                                  |
|                            |  | Alberto I (1828-1902)            | 29 de octubre de 1873 | 19 de junio de 1902     | Carola de Vasa (1833-1907) casados en 1852                                     |
|                            |  | Jorge I (1832-1904)              | 19 de junio de 1902   | 15 de octubre de 1904   | María Ana de Braganza (1843-1889) Princesa heredera de Sajonia casados en 1859 |
|                            |  | Federico Augusto III (1865-1932) | 15 de octubre de 1904 | 13 de noviembre de 1918 | Luisa de Austria-Toscana (1870-1947) casados en 1891                           |

### Ministerios
El Ministerio fue definido en la Constitución como compuesto por seis departamentos ministeriales, todos los cuales fueron hechos responsables ante la Dieta (art. 41.1):
- de Justicia;
- de Finanzas;
- del Interior;
- de la Guerra;
- de Educación; y
- de Asuntos Exteriores.

### Parlamento
El Parlamento o Asamblea de los Estados (Ständeversammlung) se dividió en dos cámaras, que eran constitucionalmente iguales en cuanto a sus derechos y estatus, y ninguna de las dos se reunía sin la otra (arts. 61-62).

### Poder judicial
El poder judicial se hizo independiente del gobierno civil (arts. 44 y 47). El Tribunal Superior de la Judicatura, creado en los artículos 142 a 150, también recibió autoridad para dictaminar sobre puntos «dudosos» en la Constitución; su decisión fue decretada como definitiva y protegida de la interferencia real (art. 153).

## Órdenes de caballería
- Orden de la Corona de Ruda
- Orden de San Enrique
- Orden de Alberto
- Orden del Mérito Civil de Sajonia
- Orden de Sidonia (Orden femenina)
- Orden de María Ana (Orden femenina)

## División administrativa
En la primera década de su existencia, el Reino de Sajonia quedó dividido en las mismas organizaciones de la Edad Media, siete círculos electorales sajones desde el siglo xvi. El 22 de junio de 1816 se reorganizó la estructura administrativa del reino tras las pérdidas territoriales.
En 1831, después de la adopción de la Constitución sajona y la resultante unificación constitucional del reino, se hizo necesaria una nueva reorganización administrativa del territorio.
Con la ley de organización del 21 de abril de 1873, la estructura administrativa del reino fue rediseñada de manera decisiva. Esta división entró en vigor solo con efecto desde el 15 de octubre de 1874. Su importancia fue que entonces se separaron por completo el poder judicial y la administración en el reino; además, las autoridades locales se convirtieron en verdaderas autoridades administrativas inferiores.

Fronteras del Reino de Sajonia después del Congreso de Viena
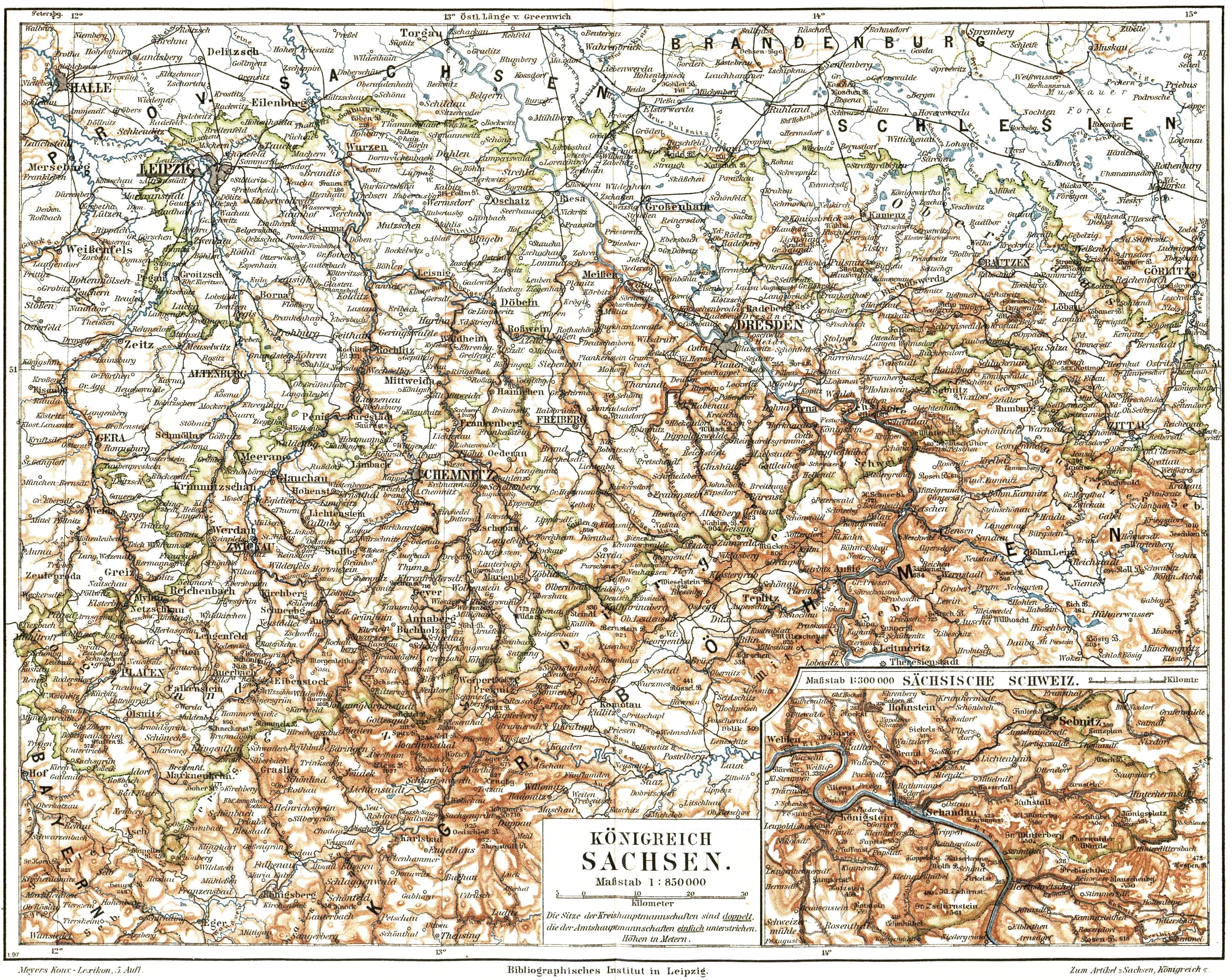
El Reino de Sajonia en 1895
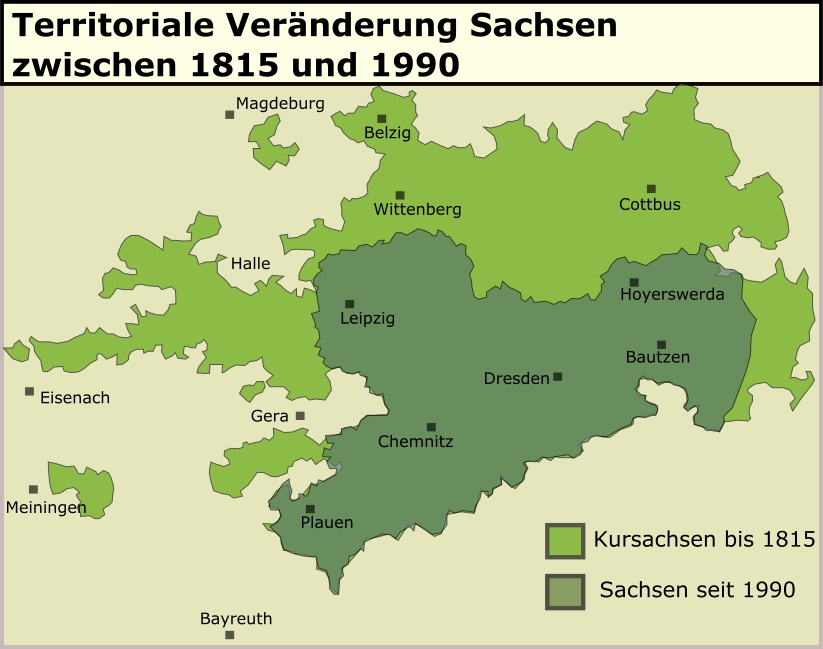
Evolución territorial de Sajonia entre 1815 y 1990

## Religión

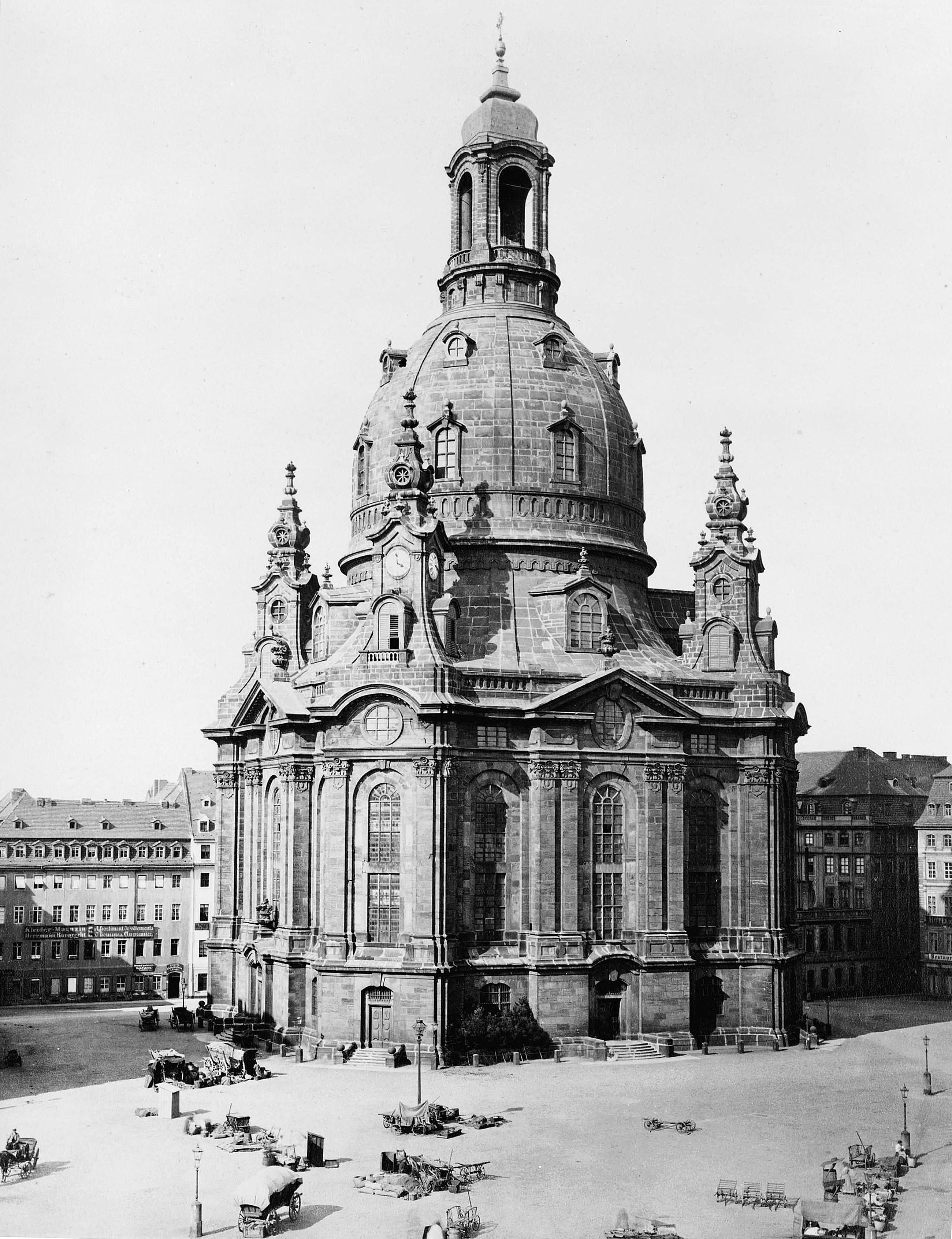
Frauenkirche de Dresde entre 1860 y 1890

Sajonia a menudo es vista como la patria de la Reforma protestante. Fue predominantemente luterana desde el siglo xvi hasta finales del xx.
El electorado de Sajonia, predecesor de la actual Sajonia, fue el lugar de nacimiento original de la Reforma protestante. El elector era luterano a partir de 1525. La Iglesia luterana se organizó a finales de la década de 1510 y principios de la de 1520. Fue establecida oficialmente en 1527 por Juan de Sajonia. Aunque algunos de los sitios asociados con Martin Lutero también se encuentran en el estado actual de Sajonia-Anhalt (incluidos Wittenberg, Eisleben y Mansfeld), hoy en día se considera a Sajonia como el sucesor formal de lo que solía ser el país de Lutero en el siglo xvi (es decir, el electorado de Sajonia).[cita requerida]
Martin Lutero supervisó personalmente la Iglesia luterana en Sajonia y la moldeó de manera consistente con sus propios puntos de vista e ideas. Los siglos xvi, xvii y xviii estuvieron fuertemente dominados por la ortodoxia luterana. Además, la fe reformada hizo incursiones con los llamados criptocalvinistas, pero sufrió una fuerta persecución en un estado mayoritariamente luterano. En el siglo xvii, el pietismo se convirtió en una influencia importante. En el siglo xviii, la Iglesia de Moravia se estableció en la propiedad del conde de Zinzendorf en Herrnhut. Desde 1525 los gobernantes eran tradicionalmente luteranos y ampliamente reconocidos como defensores de la fe protestante, aunque —comenzando con Augusto II el Fuerte, quien se vio obligado a convertirse al catolicismo en 1697 para convertirse en rey de Polonia— sus monarcas eran exclusivamente católicos. Eso significaba que Augusto y los reyes posteriores de Sajonia, que eran católicos, gobernaron sobre un estado con una población casi totalmente protestante.

## Economía
Después de 1815 Sajonia experimentó un gran auge industrial. El país fue la primera región industrial real en Alemania. La población de las ciudades creció rápidamente debido a la necesidad de mano de obra. Surgió el proletariado industrial cuyas condiciones de vida eran muy malas.
Durante el reinado de Juan I se extendió la red ferroviaria. La introducción de la libertad de comercio se atribuye principalmente a su sugerencia y promoción. Además, se firmó un acuerdo comercial con Francia en 1862. 
El aumento de Sajonia como un estado líder industrial y comercial en Europa Central, se puede leer en el éxito de ventas y el dominio económico de la industria sajona en el Zollverein desde 1834. El rápido desarrollo de un eficiente sistema ferroviario se remonta a 1837. La apertura de Leipzig como un centro de comercio después de la introducción de la feria de muestras en 1895, vino acompañado de la disminución de las pequeñas empresas tradicionales y la expansión de la pobreza, así como fracasos espectaculares (como el colapso del Banco Leipziger 1901).

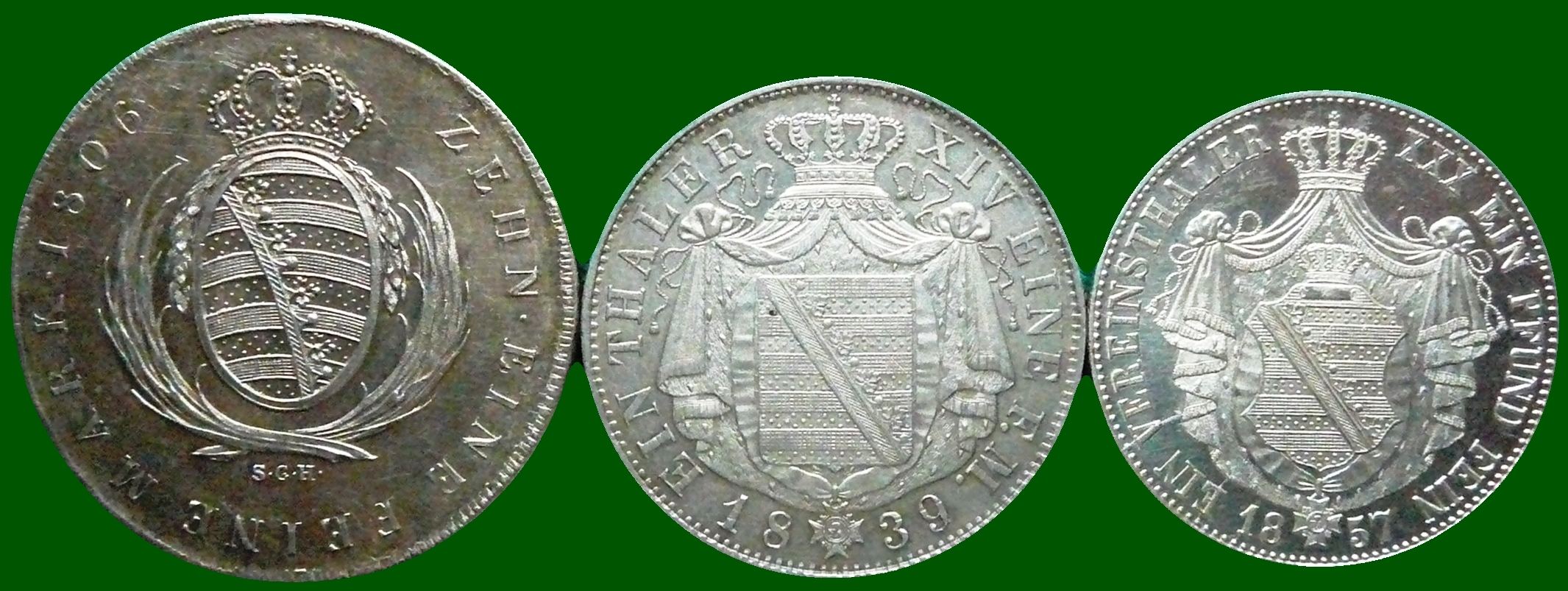
Monedas del reino

## Educación

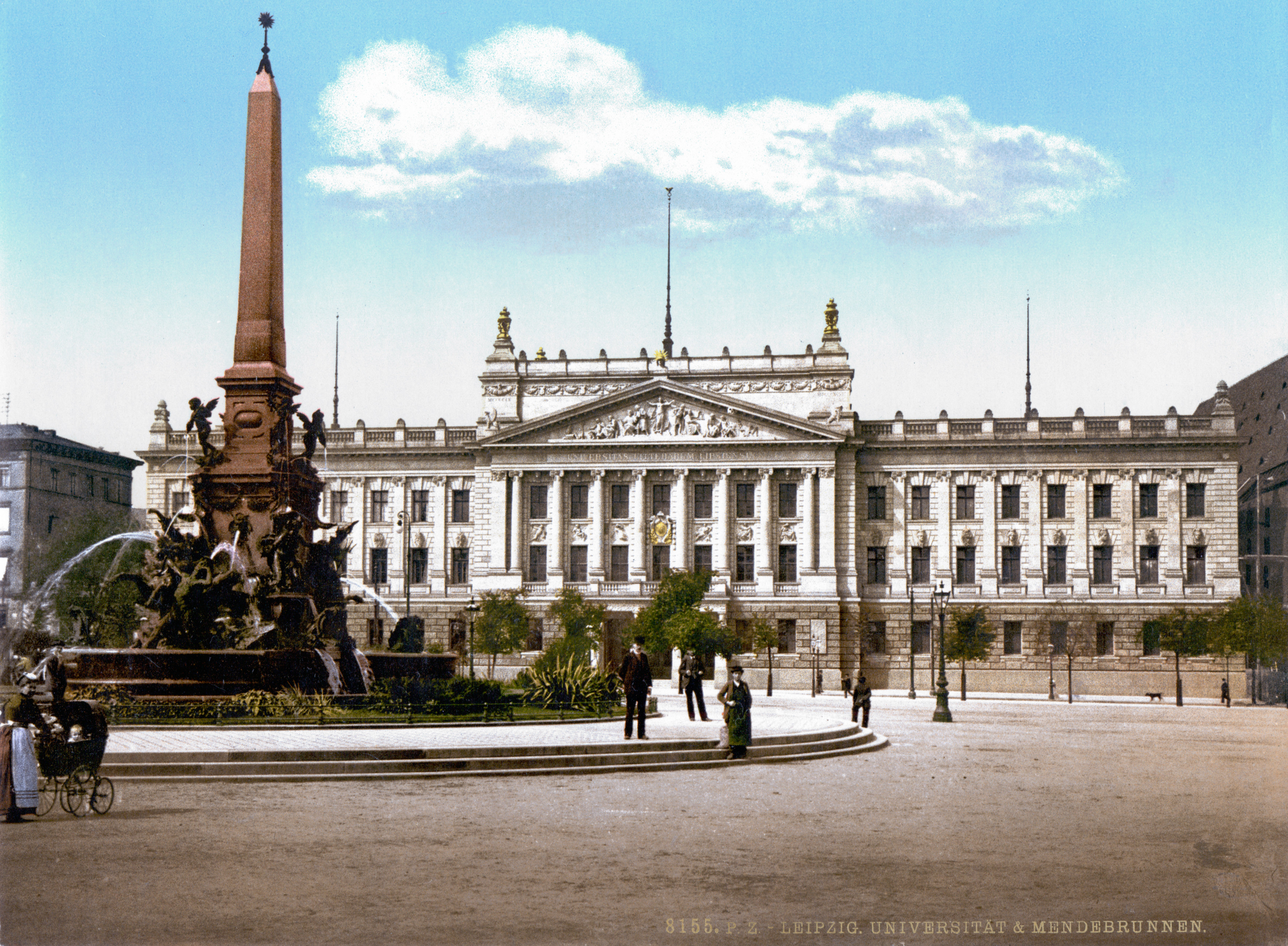
La universidad de Leipzig hacia 1900

Derivada de fundaciones eclesiásticas, se mencionan la escuela de la catedral de Meissen (1183) o las escuelas de los monasterios de St. Afra (1205) y St. Thomas (1409). Las instituciones educativas de fundación principesca fueron la Escuela Latina de Zwickau (1291) y la Universidad de Leipzig (1409).
En Dresde desde 1532 se puede detectar un sistema escolar elemental. En los siglos siguientes, el establecimiento de instituciones educativas continuó, dando como resultado un amplio espectro. En 1835, comenzó la estructura organizativa de la educación elemental. El objetivo era establecer una educación obligatoria de ocho años .
Esto fue seguido por la creación de las bases para una educación general suficiente y, al mismo tiempo, la creación de los requisitos previos, métodos y condiciones básicas para la formación profesional posterior. El papel clave en esta tarea fue asumido por las escuelas de Meissen y Pforta (fundadas en 1543) y colegios técnicos y universidades de ciencias aplicadas, como la Universidad de Freiberg (fundada en 1765 como Escuela de Minas), la Escuela de Veterinaria de Dresde (1774), la Real Academia Sajona de Silvicultura (que se estableció en 1811 en Tharandt), el Instituto de Educación Técnica de Dresde (fundado en 1828) y la Escuela de Negocios de Leipzig (1898).

## Ejército

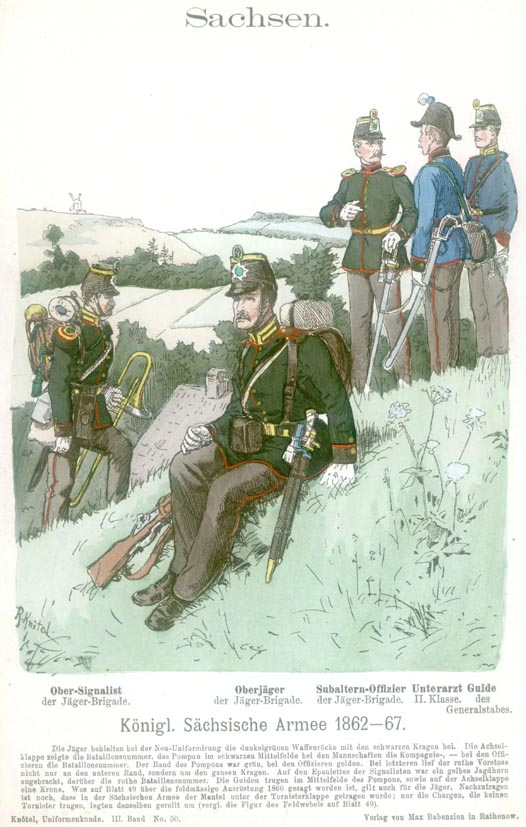
Infantería 1862-1867

El Real Ejército Sajón (en alemán: Königlich Sächsische Armee) fue la fuerza militar del Electorado (1682-1807) y más tarde del Reino de Sajonia (1807-1918). El Ejército sajón regular se estableció por primera vez en 1682 y continuó existiendo hasta la abolición de las monarquías alemanas en 1918.
El fundador del Ejército permanente en Sajonia fue el elector Juan Jorge III. Durante las guerras napoleónicas el ejército luchó mayoritariamente del lado de Francia. En el transcurso del siglo xix, el Ejército acabó dentro del Ejército Imperial Alemán y fue parte de él hasta la caída del Imperio, del Reino de Sajonia y del propio Ejército en la Primera Guerra Mundial.